# 마쓰다이라 다다시게 (1601년)
마쓰다이라 다다시게(일본어: 松平忠重, 1601년 ~ 1639년 3월 16일)는 에도 시대 전기의 다이묘이다. 가즈사 사누키 번주, 스루가 다나카번주, 도토미 가케가와번 초대 번주를 지냈다. 아마가사키번 사쿠라이 마쓰다이라가(尼崎藩桜井松平家) 제2대 당주.
| 전임 마쓰다이라 다다요리 | 제8대 사쿠라이 마쓰다이라 가 당주 1609년 ~ 1639년 | 후임 마쓰다이라 다다토모 |

| 전임 나이토 마사나가 | 사누키 번 번주 (사쿠라이 마쓰다이라가) 1622년 ~ 1633년 | 후임 마쓰다이라 가쓰타카 |

| 전임 사카이 다다토시 | 다나카번 번주 (사쿠라이 마쓰다이라가) 1633년 ~ 1635년 | 후임 미즈노 다다요시 |

| 전임 아오야마 요시나리 | 제1대 가케가와번 번주 (사쿠라이 마쓰다이라가) 1635년 ~ 1639년 | 후임 마쓰다이라 다다토모 |